# Franciszek Ludwik Neugebauer

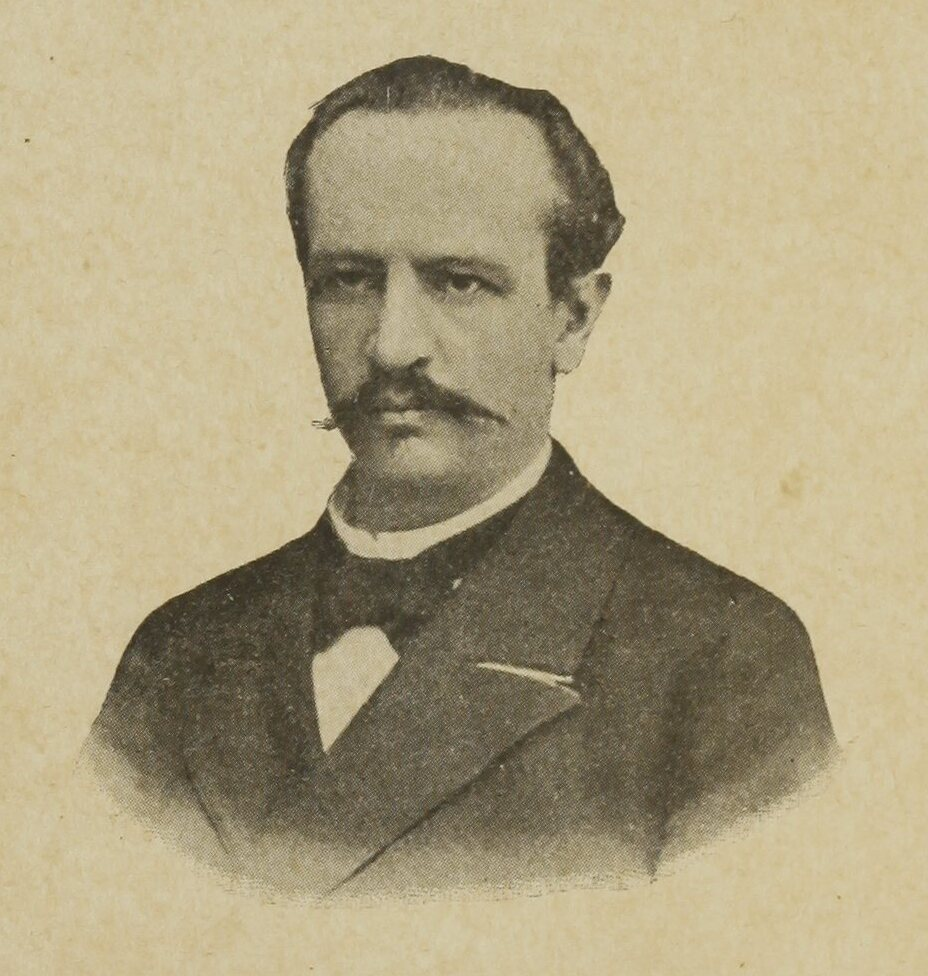
Franciszek Ludwik Neugebauer (1903)

Franciszek Ludwik Neugebauer (auch Franz Ludwig [von] Neugebauer; * 13. April 1856 in Kalisch; † 13. November 1914 in Warschau) war ein polnisch-russischer Gynäkologe.
Er wurde im letzten Jahr der Kalischer Tätigkeit seines Vaters Ludwig Adolf Neugebauer als einer von zwei Söhnen in dessen Ehe mit Klara Schroetter geboren. Bald nach seiner Geburt zog die Familie nach Warschau, wo Franciszek im Jahre 1874 das Abitur ablegte und sich an der medizinischen Fakultät der Universität Warschau immatrikulierte. Nach zwei Jahren ging er an die Kaiserliche Universität Dorpat, damals ein großes Ausbildungszentrum der polnischen Protestanten, die über eine eigene Burschenschaft verfügten. Er beendete sein Medizinstudium im Jahre 1881 und war danach sechs Jahre lang als praktizierender Frauenarzt an verschiedenen Kliniken in ganz Westeuropa tätig.
Nach der Rückkehr nach Kongresspolen wurde er Assistent am Warschauer Heilig-Geist-Krankenhaus, wo er unter der Leitung seines Vaters arbeitete. Im Jahre 1893 ging er zum Evangelischen Krankenhaus in Warschau, wo er dann ab 1897 bis zu seinem Tode als Chef der Gynäkologischen Abteilung tätig war. Gleichzeitig war er Mitglied des Rats der Evangelischen Gemeinde.
Franz L. [von] Neugebauer war Autor von 391 wissenschaftlichen Arbeiten und Aufsätzen und Mitglied von 33 in- und ausländischen wissenschaftlichen Gesellschaften. Er galt als Autorität in der Frage des Hermaphroditismus. 1904 sollte er zum Professor der Kaiserlich-Russischen Universität Warschau ernannt werden, bekam den Titel aber nicht wegen mangelnder Kenntnisse der russischen Sprache (die polnische Universität Warschau wurde erst 1915, in der Zeit des Regentschaftskönigreiches Polen, von den deutschen Besatzungsbehörden eröffnet). Neugebauer war spätestens ab 1902 Mitarbeiter an Magnus Hirschfelds Jahrbuch für sexuelle Zwischenstufen, und 1914, wenige Monate vor seinem Tod, wurde er zum Obmann des Wissenschaftlich-humanitären Komitees (WhK) gewählt, der weltweit ersten Organisation, die sich von Berlin aus für die Rechte von Homosexuellen einsetzte.
Seine Bibliothek schenkte Franz L. [von] Neugebauer der Warschauer Ärztekammer. Er und sein Bruder Edmund Ludwig, Doktor der Chemie († 1925), wurden neben den Eltern auf dem Evangelischen Friedhof in Warschau begraben (Allee A Nr 15).